# 紅米Note 5A
紅米Note 5A（又稱：紅米Note 5A標準版、紅米Y1 Lite、紅米Note 5A高配版、紅米Y1）是小米科技於2017年8月21日發表的智能手機。紅米Note 5A標準版採用高通驍龍425處理器、5.5吋1280×720 HD螢幕、2GB／3GB記憶體、16GB／32GB儲存空間、Android 7.1（MIUI 8）；紅米Note 5A高配版則採用高通驍龍435處理器、5.5吋1280×720 HD螢幕、3GB／4GB記憶體、32GB／64GB儲存空間、Android 7.1（MIUI 9）。
2017年8月22日，在中國大陸正式上市。
2017年11月2日，在印度舉行發佈會，紅米Note 5A標準版重新命名紅米Y1 Lite；紅米Note 5A高配版則重新命名紅米Y1。

## 外部連結
- （简体中文）紅米Note 5A標準版中國大陸 （页面存档备份，存于）
- （简体中文）紅米Note 5A高配版中國大陸 （页面存档备份，存于）